# VAR (sport)

Logo VAR

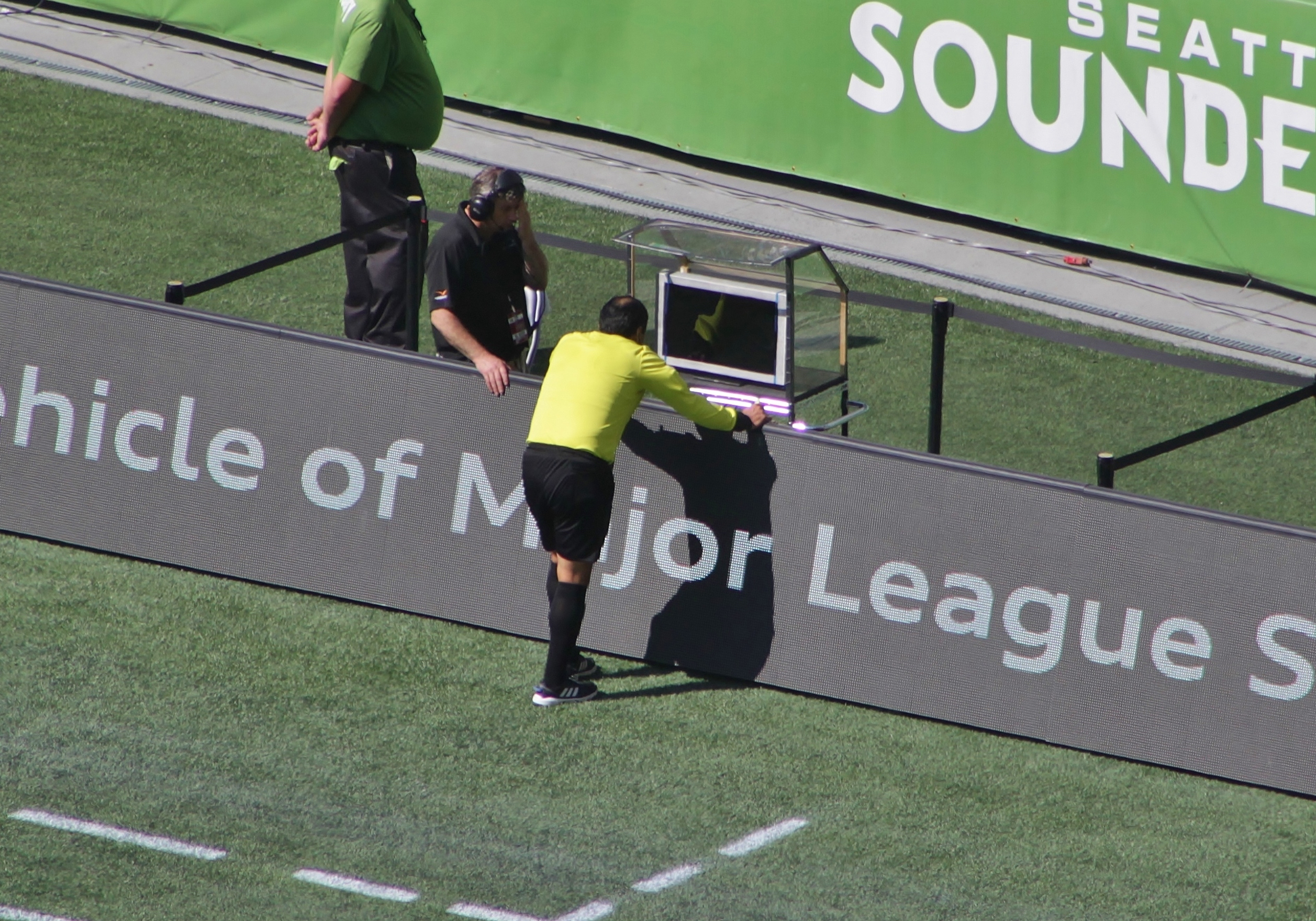
Sędzia Baldomero Toledo korzystający z systemu VAR podczas meczu Major League Soccer pomiędzy drużynami Seattle Sounders FC i Sporting Kansas City

Video assistant referee (VAR), inaczej wideoweryfikacja – system pomocniczy, stosowany w meczach piłki nożnej, mający na celu zapobieganie błędom popełnianym przez sędziów boiskowych. Podczas oficjalnego spotkania piłkarskiego zadebiutował w sierpniu 2016. System ma pomagać sędziom boiskowym, a obsługiwany jest przez specjalnie w tym celu przeszkolonych tzw. sędziów VAR, zwanych też asystentami wideo (AVAR) (pożądane jest, by zostawali nimi byli lub czynni arbitrzy boiskowi).

## Sposób działania
W trakcie meczu jeden lub kilku asystentów VAR znajduje się w specjalnym multimedialnym pojeździe (VOR), oglądając tam sygnał telewizyjny z rozgrywanego spotkania i mając dostęp do powtórek (zapewniają go operatorzy powtórek – RO). Arbiter główny posiada stałą łączność z asystentami wideo za pośrednictwem zestawu słuchawkowego. W przypadku wystąpienia kontrowersyjnej sytuacji, sędziowie VAR sprawdzają ją i przekazują sędziemu informacje do podjęcia ostatecznej decyzji. Sędzia główny ma dwie możliwości: może zaakceptować sugestię asystentów wideo lub obejrzeć przygotowany przez nich materiał filmowy w punkcie usytuowanym obok boiska i podjąć własną decyzję.

## Przesłanki użycia
Sprawdzenie powtórek jest ograniczone do czterech przypadków:
1. Gol (uznanie, bądź nieuznanie strzelonej bramki);
2. Rzut karny (podyktowanie lub niepodyktowanie);
3. Czerwona kartka (druga żółta kartka nie podlega wideoweryfikacji);
4. Ukaranie żółtą lub czerwoną kartką niewłaściwego zawodnika.

Jedynymi osobami, które mogą żądać odtworzenia powtórki, są sędzia i asystent wideo. Jeśli gracz lub trener próbuje wymusić ich użycie przez sędziów, może zostać ukarany.
Kontrowersje budzi bazowanie na systemie VAR przy ustalaniu, czy przed strzeleniem gola zawodnik przebywał na pozycji spalonej. W 2019 roku w Premier League zdarzyły się sytuacje, w których gole nie zostały uznane z powodu kilkucentymetrowego spalonego. Późniejsza analiza wykazała, że w obecnym kształcie system VAR nie wyznacza rzetelnie linii spalonego w sytuacjach stykowych w trakcie dynamicznych akcji.

## Zastosowanie

### Polska
W Polsce system VAR został po raz pierwszy użyty 28 maja 2017 w trakcie meczu 36 kolejki Ekstraklasy sezonu 2016/17 Korona Kielce – Legia Warszawa. Była to próba testowa w niepełnym zakresie (sędziowie testujący – Paweł Gil i Rafał Rostkowski, pozostający w specjalnym busie, mogli analizować każdą sporną sytuację na boisku, nie mieli jednak łączności z arbitrem głównym spotkania – Jarosławem Przybyłem). Natomiast pierwsze oficjalne użycie wideoweryfikacji w pełnym zakresie, nastąpiło 7 lipca 2017 podczas meczu Legia Warszawa – Arka Gdynia o Superpuchar Polski 2017. 17 lipca 2017, w trakcie ostatniego spotkania inauguracyjnej kolejki Ekstraklasy sezonu 2017/2018 Korona Kielce – Zagłębie Lubin, VAR zadebiutował w rozgrywkach ligowych w Polsce. Do sierpnia 2017 VAR-u używano w jednym spotkaniu każdej kolejki Ekstraklasy, od września 2017 – w trzech, od października 2017 – w pięciu, od listopada 2017 – w siedmiu, a liczbę meczów ograniczały względy techniczne, bowiem dysponowano tylko dwoma wozami VAR. Od lutego 2018 użytkowane są również trzeci i czwarty pojazd, co umożliwia przeprowadzenie kompletu ośmiu meczów każdej ligowej kolejki Ekstraklasy z wideoweryfikacją (wyjątek stanowią jedynie ligowe kolejki, podczas których więcej niż cztery spotkania rozgrywane są w tym samym czasie).

### Świat
W czerwcu 2016 Międzynarodowa Rada Piłkarska (IFAB) – organ określający przepisy gry – zatwierdziła możliwość próbnego wykorzystania systemu VAR. Pierwszy test odbył się w sierpniu 2016 podczas meczu United Soccer League, pomiędzy New York Red Bulls II a Orlando City B (doszło do wykorzystania powtórek VAR). 1 września 2016 wypróbowano go w trakcie towarzyskiego spotkania Włochy – Francja w Bari.
7 kwietnia 2017 nastąpiła premiera wideoweryfikacji podczas meczu o stawkę. Zastosowano go bowiem w ligowym spotkaniu australijskiej A-League, pomiędzy Melbourne City FC i Adelaide United (nie zaszła konieczność korzystania z systemu). Pierwsza interwencja VAR w profesjonalnym meczu ligowym miała miejsce 8 kwietnia 2017 (Wellington Phoenix – Sydney FC).
Amerykańska Major League Soccer wprowadziła VAR w trakcie sezonu 2017, po rozegranym 2 sierpnia 2017 Meczu Gwiazd. Jego pierwsze oficjalne użycie nastąpiło podczas spotkania Philadelphia Union – FC Dallas.
W sierpniu 2017 system VAR do rozgrywek ligowych najwyższego szczebla wprowadziły również niemiecka Bundesliga (od sezonu 2017/18), włoska Serie A (od sezonu 2017/18) i portugalska Primeira Liga (od sezonu 2017/18).
Pierwszymi rozgrywkami pucharowymi, w których zastosowano system wideoweryfikacji były finałowe spotkanie Pucharu Portugalii sezonu 2016/17, mecz Superpucharu Portugalii 2017, Puchar Anglii sezonu 2017/18 (pojedyncze spotkania, od III rundy) i Puchar Ligi Francuskiej sezonu 2017/18 (ćwierćfinał OGC Nice – AS Monaco).
VAR-u używano również podczas Klubowych Mistrzostw Świata 2016, Mistrzostw Świat U-20 w 2017, Pucharu Konfederacji 2017 i częściowo Copa Libertadores 2017 (od półfinałów). Był on stosowany podczas Mistrzostw Świata 2018, Mistrzostw Świata 2022 oraz Mistrzostw Europy 2020. 